# Ausztrália a 2024. évi nyári olimpiai játékokon
Ausztrália a franciaországi Párizsban megrendezett 2024. évi nyári olimpiai játékok egyik részt vevő nemzete volt. Az országot az olimpián 33 sportágban 475 sportoló képviselte, akik összesen 53 érmet szereztek.

## Asztalitenisz
Férfi
| Versenyző                      | Versenyszám | Selejtező         | 64-es főtábla                                                 | 32-es főtábla     | Nyolcaddöntő                                                               | Negyeddöntő       | Elődöntő          | Döntő             | Helyezés |
| Versenyző                      | Versenyszám | Ellenfél Eredmény | Ellenfél Eredmény                                             | Ellenfél Eredmény | Ellenfél Eredmény                                                          | Ellenfél Eredmény | Ellenfél Eredmény | Ellenfél Eredmény | Helyezés |
| ------------------------------ | ----------- | ----------------- | ------------------------------------------------------------- | ----------------- | -------------------------------------------------------------------------- | ----------------- | ----------------- | ----------------- | -------- |
| Nicholas Lum                   | Egyes       | erőnyerő          | Vitor Ishiy (BRA) · 7–11, 5–11, 7–11, 6–11                    | kiesett           | kiesett                                                                    | kiesett           | kiesett           | kiesett           | 33.      |
| Finn Luu                       | Egyes       | erőnyerő          | Alberto Miño (ECU) · 11–9, 11–9, 11–9, 9–11, 7–11, 4–11, 8–11 | kiesett           | kiesett                                                                    | kiesett           | kiesett           | kiesett           | 33.      |
| Hwan Bae Nicholas Lum Finn Luu | Csapat      |                   |                                                               |                   | Japán (JPN) · Harimoto Tomokazu · Hiroto Shinozuka · Shunsuke Togami · 0–3 | kiesett           | kiesett           | kiesett           | 9.       |

Női
| Versenyző                                    | Versenyszám | Selejtező         | 64-es főtábla                                           | 32-es főtábla     | Nyolcaddöntő                                                                         | Negyeddöntő       | Elődöntő          | Döntő             | Helyezés |
| Versenyző                                    | Versenyszám | Ellenfél Eredmény | Ellenfél Eredmény                                       | Ellenfél Eredmény | Ellenfél Eredmény                                                                    | Ellenfél Eredmény | Ellenfél Eredmény | Ellenfél Eredmény | Helyezés |
| -------------------------------------------- | ----------- | ----------------- | ------------------------------------------------------- | ----------------- | ------------------------------------------------------------------------------------ | ----------------- | ----------------- | ----------------- | -------- |
| Minhyung Jee                                 | Egyes       | erőnyerő          | Nina Mittelham (GER) · 7–11, 9–11, 7–11, 8–11           | kiesett           | kiesett                                                                              | kiesett           | kiesett           | kiesett           | 33.      |
| Melissa Tapper                               | Egyes       | erőnyerő          | Sin Jubin (Shin Yu-bin) (KOR) · 12–14, 4–11, 3–11, 6–11 | kiesett           | kiesett                                                                              | kiesett           | kiesett           | kiesett           | 33.      |
| Michelle Bromley Minhyung Jee Melissa Tapper | Csapat      |                   |                                                         |                   | Tajvan (TPE) · Cseng Ji-csing (Cheng I-ching) · Chen Szu-yu · Chien Tung-chuan · 0–3 | kiesett           | kiesett           | kiesett           | 9.       |

Vegyes
| Versenyző                 | Versenyszám  | Nyolcaddöntő                                                                      | Negyeddöntő       | Elődöntő          | Döntő             | Helyezés |
| Versenyző                 | Versenyszám  | Ellenfél Eredmény                                                                 | Ellenfél Eredmény | Ellenfél Eredmény | Ellenfél Eredmény | Helyezés |
| ------------------------- | ------------ | --------------------------------------------------------------------------------- | ----------------- | ----------------- | ----------------- | -------- |
| Minhyung Jee Nicholas Lum | Vegyes páros | Románia (ROU) · Ovidiu Ionescu · Szőcs Bernadette · 5–11, 11–6, 12–14, 4–11, 3–11 | kiesett           | kiesett           | kiesett           | 9.       |

## Birkózás
Férfi
Szabadfogású
| Versenyző        | Versenyszám | Nyolcaddöntő                  | Negyeddöntő       | Elődöntő          | Vigaszág elődöntő             | Bronz- mérkőzés   | Döntő             | Helyezés |
| Versenyző        | Versenyszám | Ellenfél Eredmény             | Ellenfél Eredmény | Ellenfél Eredmény | Ellenfél Eredmény             | Ellenfél Eredmény | Ellenfél Eredmény | Helyezés |
| ---------------- | ----------- | ----------------------------- | ----------------- | ----------------- | ----------------------------- | ----------------- | ----------------- | -------- |
| Georgii Okorokov | 65 kg       | Sebastian Rivera (PUR) · 2–12 | kiesett           | kiesett           | kiesett                       | kiesett           | kiesett           | 10.      |
| Jayden Lawrence  | 86 kg       | Hasszán Jazdani (IRI) · 0–10  |                   |                   | Dauren Kurugliev (GRE) · 0–10 | kiesett           | kiesett           | 16.      |

## Cselgáncs
Férfi
| Versenyző   | Versenyszám | 32-es főtábla                      | Nyolcaddöntő      | Negyeddöntő       | Elődöntő          | Vigaszág elődöntő | Bronz- mérkőzés   | Döntő             | Helyezés |
| Versenyző   | Versenyszám | Ellenfél Eredmény                  | Ellenfél Eredmény | Ellenfél Eredmény | Ellenfél Eredmény | Ellenfél Eredmény | Ellenfél Eredmény | Ellenfél Eredmény | Helyezés |
| ----------- | ----------- | ---------------------------------- | ----------------- | ----------------- | ----------------- | ----------------- | ----------------- | ----------------- | -------- |
| Joshua Katz | Légsúly     | Andrea Carlino (ITA) · 00(1)–01(0) | kiesett           | kiesett           | kiesett           | kiesett           | kiesett           | kiesett           | 17.      |

Női
| Versenyző         | Versenyszám | 32-es főtábla                       | Nyolcaddöntő                         | Negyeddöntő       | Elődöntő          | Vigaszág elődöntő | Bronz- mérkőzés   | Döntő             | Helyezés |
| Versenyző         | Versenyszám | Ellenfél Eredmény                   | Ellenfél Eredmény                    | Ellenfél Eredmény | Ellenfél Eredmény | Ellenfél Eredmény | Ellenfél Eredmény | Ellenfél Eredmény | Helyezés |
| ----------------- | ----------- | ----------------------------------- | ------------------------------------ | ----------------- | ----------------- | ----------------- | ----------------- | ----------------- | -------- |
| Katharina Haecker | Váltósúly   | Lucy Renshall (GBR) · 01(3)–11(2)   | kiesett                              | kiesett           | kiesett           | kiesett           | kiesett           | kiesett           | 17.      |
| Aoife Coughlan    | Középsúly   | Gercsák Szabina (HUN) · 01(1)–00(2) | Miriam Butkereit (GER) · 00(2)–10(2) | kiesett           | kiesett           | kiesett           | kiesett           | kiesett           | 9.       |

## Golf
| Versenyző    | Versenyszám  | 1. forduló | 1. forduló | 2. forduló | 2. forduló | 3. forduló | 3. forduló | 4. forduló | 4. forduló | Összesen | Összesen | Összesen |
| Versenyző    | Versenyszám  | Pont       | Par        | Pont       | Par        | Pont       | Par        | Pont       | Par        | Pontszám | Par      | Helyezés |
| ------------ | ------------ | ---------- | ---------- | ---------- | ---------- | ---------- | ---------- | ---------- | ---------- | -------- | -------- | -------- |
| Jason Day    | Férfi egyéni | 69         | −2         | 68         | −3         | 67         | −4         | 68         | −3         | 272      | −12      | =9.      |
| Min Woo Lee  | Férfi egyéni | 76         | +5         | 65         | −6         | 68         | −3         | 68         | −3         | 277      | −7       | =22.     |
| Hannah Green | Női egyéni   | 77         | +5         | 70         | −2         | 66         | −6         | 69         | −3         | 282      | −6       | =4.      |
| Minjee Lee   | Női egyéni   | 71         | −1         | 74         | +2         | 71         | −1         | 71         | −1         | 287      | −1       | =22.     |

## Gördeszka
Férfi
| Versenyző      | Versenyszám  | Selejtező | Selejtező | Döntő   | Döntő   | Helyezés |
| Versenyző      | Versenyszám  | Pont      | Hely.     | Pont    | Hely.   | Helyezés |
| -------------- | ------------ | --------- | --------- | ------- | ------- | -------- |
| Keegan Palmer  | Egyéni park  | 93,78     | 1.        | 93,11   | 1.      |          |
| Keefer Wilson  | Egyéni park  | 90,10     | 5.        | 58,36   | 8.      | 8.       |
| Kieran Woolley | Egyéni park  | 80,04     | 16.       | kiesett | kiesett | 16.      |
| Shane O'Neill  | Egyéni utcai | 107,50    | 19.       | kiesett | kiesett | 19.      |

Női
| Versenyző     | Versenyszám  | Selejtező | Selejtező | Döntő   | Döntő   | Helyezés |
| Versenyző     | Versenyszám  | Pont      | Hely.     | Pont    | Hely.   | Helyezés |
| ------------- | ------------ | --------- | --------- | ------- | ------- | -------- |
| Arisa Trew    | Egyéni park  | 82,95     | 6.        | 93,18   | 1.      |          |
| Ruby Trew     | Egyéni park  | 77,89     | 11.       | kiesett | kiesett | 11.      |
| Chloe Covell  | Egyéni utcai | 246,73    | 4.        | 70,33   | 8.      | 8.       |
| Liv Lovelace  | Egyéni utcai | 118,10    | 21.       | kiesett | kiesett | 21.      |
| Haylie Powell | Egyéni utcai | 125,30    | 20.       | kiesett | kiesett | 20.      |

## Lovaglás
Díjlovaglás
Díjugratás
Lovastusa

## Ökölvívás
Férfi
| Versenyző           | Versenyszám     | Selejtező         | Nyolcaddöntő                  | Negyeddöntő                  | Elődöntő                       | Döntő             | Helyezés |
| Versenyző           | Versenyszám     | Ellenfél Eredmény | Ellenfél Eredmény             | Ellenfél Eredmény            | Ellenfél Eredmény              | Ellenfél Eredmény | Helyezés |
| ------------------- | --------------- | ----------------- | ----------------------------- | ---------------------------- | ------------------------------ | ----------------- | -------- |
| Yusuf Chothia       | Légsúly         | erőnyerő          | Rafael Lozano (ESP) · 1–4     | kiesett                      | kiesett                        | kiesett           | 9.       |
| Charlie Senior      | Pehelysúly      | erőnyerő          | Vasile Usturoi (BEL) · 4–1    | Carlo Paalam (PHI) · 3–2     | Abdumalik Khalokov (UZB) · 0–5 | kiesett           |          |
| Harry Garside       | Könnyűsúly      | erőnyerő          | Kovács Richárd (HUN) · 0–5    | kiesett                      | kiesett                        | kiesett           | 9.       |
| Shannan Davey       | Váltósúly       | erőnyerő          | Rami Mofid Kiwan (BUL) · 0–5  | kiesett                      | kiesett                        | kiesett           | 9.       |
| Callum Peters       | Középsúly       | erőnyerő          | Nurbek Oralbay (KAZ) · 2–3    | kiesett                      | kiesett                        | kiesett           | 9.       |
| Teremoana Teremoana | Szupernehézsúly |                   | Dmytro Lovchynskyi (UKR) · KO | Bakhodir Jalolov (UZB) · 0–5 | kiesett                        | kiesett           | 5.       |

Női
| Versenyző          | Versenyszám | Selejtező         | Nyolcaddöntő                    | Negyeddöntő                  | Elődöntő                       | Döntő             | Helyezés |
| Versenyző          | Versenyszám | Ellenfél Eredmény | Ellenfél Eredmény               | Ellenfél Eredmény            | Ellenfél Eredmény              | Ellenfél Eredmény | Helyezés |
| ------------------ | ----------- | ----------------- | ------------------------------- | ---------------------------- | ------------------------------ | ----------------- | -------- |
| Monique Suraci     | Légsúly     | erőnyerő          | Ingrit Valencia (COL) · 0–5     | kiesett                      | kiesett                        | kiesett           | 9.       |
| Tiana Echegaray    | Harmatsúly  | erőnyerő          | Hatice Akbaş (TUR) · 0–5        | kiesett                      | kiesett                        | kiesett           | 9.       |
| Tina Rahimi        | Pehelysúly  | erőnyerő          | Julia Szeremeta (POL) · 0–5     | kiesett                      | kiesett                        | kiesett           | 9.       |
| Tyla McDonald      | Könnyűsúly  | erőnyerő          | María José Palacios (ECU) · 0–5 | kiesett                      | kiesett                        | kiesett           | 9.       |
| Marissa Williamson | Váltósúly   | erőnyerő          | Hámori Luca (HUN) · 0–5         | kiesett                      | kiesett                        | kiesett           | 9.       |
| Caitlin Parker     | Középsúly   |                   | Citlalli Ortiz (MEX) · 5–0      | Khadija El-Mardi (MAR) · 4–1 | Li Csien (Li Qian) (CHN) · 0–5 | kiesett           |          |

## Röplabda

### Strandröplabda

#### Férfi
| Versenyző                      | Csoportkör | Csoportkör | 16 közé jutásért                                                     | Nyolcaddöntő      | Negyeddöntő       | Elődöntő          | Döntő             | Helyezés |
| Versenyző                      | Ellenfél Eredmény | Hely.      | Ellenfél Eredmény                                                    | Ellenfél Eredmény | Ellenfél Eredmény | Ellenfél Eredmény | Ellenfél Eredmény | Helyezés |
| ------------------------------ | --- | ---------- | -------------------------------------------------------------------- | ----------------- | ----------------- | ----------------- | ----------------- | -------- |
| Izac Carracher Mark Nicolaidis | A csoport · Svédország (SWE) · David Åhman · Jonatan Hellvig · 14–21, 19–21 · Olaszország (ITA) · Samuele Cottafava · Paolo Nicolai · 19–21, 18–21 · Katar (QAT) · Ahmed Tijan · Cherif Younousse · 14–21, 18–21              | 4.         | kiesett                                                              | kiesett           | kiesett           | kiesett           | kiesett           | 19.      |
| Thomas Hodges Zachery Schubert | C csoport · Lengyelország (POL) · Michał Bryl · Bartosz Łosiak · 16–21, 16–21 · Németország (GER) · Nils Ehlers · Clemens Wickler · 21–16, 18–21, 17–19 · Franciaország (FRA) · Rémi Bassereau · Julien Lyneel · 21–16, 22–20 | 3.         | Egyesült Államok (USA) · Chase Budinger · Miles Evans · 19–21, 17–21 | kiesett           | kiesett           | kiesett           | kiesett           | 17.      |

#### Női
| Versenyző                                | Csoportkör | Csoportkör | 16 közé jutásért  | Nyolcaddöntő                                                              | Negyeddöntő                                                        | Elődöntő                                                                          | Döntő                                                                       | Helyezés |
| Versenyző                                | Ellenfél Eredmény | Hely.      | Ellenfél Eredmény | Ellenfél Eredmény                                                         | Ellenfél Eredmény                                                  | Ellenfél Eredmény                                                                 | Ellenfél Eredmény                                                           | Helyezés |
| ---------------------------------------- | --- | ---------- | ----------------- | ------------------------------------------------------------------------- | ------------------------------------------------------------------ | --------------------------------------------------------------------------------- | --------------------------------------------------------------------------- | -------- |
| Taliqua Clancy Mariafe Artacho del Solar | B csoport · Kína (CHN) · Hszüe Csen (Xue Chen) · Xia Xinyi · 22–20, 14–21, 16–14 · Egyesült Államok (USA) · Taryn Kloth · Kristen Nuss · 16–21, 16–21 · Kanada (CAN) · Heather Bansley · Sophie Bukovec · 21–10, 21–16 | 2.         |                   | Brazília (BRA) · Carolina Solberg Salgado · Bárbara Seixas · 24–22, 21–14 | Svájc (SUI) · Esmée Böbner · Zoé Vergé-Dépré · 21–19, 16–21, 15–12 | Brazília (BRA) · Ana Patrícia Ramos · Eduarda Santos Lisboa · 22–20, 15–21, 15–12 | Bronzmérkőzés · Svájc (SUI) · Nina Betschart · Tanja Hüberli · 17–21, 15–21 | 4.       |

## Sportlövészet
Férfi
| Versenyző        | Versenyszám           | Selejtező | Selejtező | Döntő   | Döntő    |
| Versenyző        | Versenyszám           | Pont      | Helyezés  | Pont    | Helyezés |
| ---------------- | --------------------- | --------- | --------- | ------- | -------- |
| Sergei Evglevski | Gyorstüzelő pisztoly  | 573       | 26.       | kiesett | kiesett  |
| Jack Rossiter    | Légpuska              | 628,5     | 16.       | kiesett | kiesett  |
| Jack Rossiter    | Sportpuska, összetett | 585       | 27.       | kiesett | kiesett  |
| Dane Sampson     | Sportpuska, összetett | 581       | 34.       | kiesett | kiesett  |
| Dane Sampson     | Légpuska              | 626,9     | 30.       | kiesett | kiesett  |
| Joshua Bell      | Skeet                 | 116       | 25.       | kiesett | kiesett  |
| Mitchell Iles    | Trap                  | 122(+3)   | 9.        | kiesett | kiesett  |
| James Willett    | Trap                  | 123(+1)   | 3.        | 19      | 6.       |

Női
| Versenyző          | Versenyszám   | Selejtező | Selejtező | Döntő   | Döntő    |
| Versenyző          | Versenyszám   | Pont      | Helyezés  | Pont    | Helyezés |
| ------------------ | ------------- | --------- | --------- | ------- | -------- |
| Elena Galiabovitch | Légpisztoly   | 564       | 37.       | kiesett | kiesett  |
| Elena Galiabovitch | Sportpisztoly | 569       | 35.       | kiesett | kiesett  |
| Aislin Jones       | Skeet         | 112       | 25.       | kiesett | kiesett  |
| Catherine Skinner  | Trap          | 116       | 17.       | kiesett | kiesett  |
| Penny Smith        | Trap          | 121(+2)   | 6.        | 32      |          |

Vegyes
| Versenyző                | Versenyszám | Selejtező | Selejtező | Döntő   | Döntő    |
| Versenyző                | Versenyszám | Pont      | Helyezés  | Pont    | Helyezés |
| ------------------------ | ----------- | --------- | --------- | ------- | -------- |
| Joshua Bell Aislin Jones | Skeet       | 141       | 11.       | kiesett | kiesett  |

## Sportmászás
Kombinált
| Versenyző         | Versenyszám | Elődöntő       | Elődöntő       | Elődöntő       | Elődöntő       | Elődöntő       | Elődöntő       | Elődöntő         | Elődöntő         | Összesítés | Összesítés | Döntő          | Döntő          | Döntő          | Döntő          | Döntő          | Döntő          | Döntő            | Döntő            | Összesítés | Összesítés |
| Versenyző         | Versenyszám | Boulder mászás | Boulder mászás | Boulder mászás | Boulder mászás | Boulder mászás | Boulder mászás | Nehézségi mászás | Nehézségi mászás | Összesítés | Összesítés | Boulder mászás | Boulder mászás | Boulder mászás | Boulder mászás | Boulder mászás | Boulder mászás | Nehézségi mászás | Nehézségi mászás | Összesítés | Összesítés |
| Versenyző         | Versenyszám | 1              | 2              | 3              | 4              | Pont           | Hely.          | Pont             | Hely.            | Pont       | Hely.      | 1              | 2              | 3              | 4              | Pont           | Hely.          | Pont             | Hely.            | Pont       | Hely.      |
| ----------------- | ----------- | -------------- | -------------- | -------------- | -------------- | -------------- | -------------- | ---------------- | ---------------- | ---------- | ---------- | -------------- | -------------- | -------------- | -------------- | -------------- | -------------- | ---------------- | ---------------- | ---------- | ---------- |
| Campbell Harrison | Férfi       | 0,0            | 4,4            | 0,0            | 5,0            | 9,4            | =19.           | 14,0             | 13.              | 23,4       | 19.        | kiesett        | kiesett        | kiesett        | kiesett        | kiesett        | kiesett        | kiesett          | kiesett          | 23,4       | 19.        |
| Oceana Mackenzie  | Női         | 25,0           | 24,9           | 24,8           | 4,9            | 79,6           | 4.             | 45,1             | =14.             | 124,7      | 6.         | 25,0           | 24,8           | 4,9            | 5,0            | 59,7           | 3.             | 45,1             | 7.               | 104,8      | 7.         |

## Súlyemelés
Férfi
| Versenyző  | Versenyszám | Szakítás | Szakítás | Lökés    | Lökés    | Összesen | Helyezés |
| Versenyző  | Versenyszám | Eredmény | Helyezés | Eredmény | Helyezés | Összesen | Helyezés |
| ---------- | ----------- | -------- | -------- | -------- | -------- | -------- | -------- |
| Kyle Bruce | 89 kg       | 148      | 12.      | 182      | 10.      | 330      | 10.      |

Női
| Versenyző          | Versenyszám | Szakítás | Szakítás | Lökés    | Lökés    | Összesen | Helyezés |
| Versenyző          | Versenyszám | Eredmény | Helyezés | Eredmény | Helyezés | Összesen | Helyezés |
| ------------------ | ----------- | -------- | -------- | -------- | -------- | -------- | -------- |
| Jacqueline Nichele | 71 kg       | 94       | 11.      | 115      | 10.      | 209      | 10.      |
| Eileen Cikamatana  | 81 kg       | 117      | =3.      | 145      | =3.      | 262      | 4.       |

## Szinkronúszás
| Versenyző | Versenyszám | Döntő               | Döntő               | Döntő            | Döntő            | Döntő      | Döntő      | Döntő                 | Döntő                 | Döntő      | Döntő      | Helyezés |
| Versenyző | Versenyszám | Technikai gyakorlat | Technikai gyakorlat | Szabad gyakorlat | Szabad gyakorlat | Összesítés | Összesítés | Akrobatikus gyakorlat | Akrobatikus gyakorlat | Összesítés | Összesítés | Helyezés |
| Versenyző | Versenyszám | Pont                | Hely.               | Pont             | Hely.            | Pont       | Hely.      | Pont                  | Hely.                 | Pont       | Hely.      | Helyezés |
| --- | ----------- | ------------------- | ------------------- | ---------------- | ---------------- | ---------- | ---------- | --------------------- | --------------------- | ---------- | ---------- | -------- |
| Carolyn Rayna Buckle Kiera Gazzard | Páros       | 210,0782            | 14.                 | 198,0271         | 15.              | 408,1053   | 16.        |                       |                       |            |            | 16.      |
| Carolyn Rayna Buckle Georgia Courage-Gardiner Raphaelle Gauthier Kiera Gazzard Margo Joseph-Kuo Anastasia Kusmawan Zoe Poulis Milena Waldmann | Csapat      | 235,9071            | 10.                 | 280,5521         | 9.               |            |            | 211,9766              | 10.                   | 728,4358   | 9.         | 9.       |

## Taekwondo
Férfi
| Versenyző       | Versenyszám | Selejtező         | Nyolcaddöntő                 | Negyeddöntő                         | Elődöntő          | Vigaszág elődöntő     | Bronz- mérkőzés   | Döntő             | Helyezés |
| Versenyző       | Versenyszám | Ellenfél Eredmény | Ellenfél Eredmény            | Ellenfél Eredmény                   | Ellenfél Eredmény | Ellenfél Eredmény     | Ellenfél Eredmény | Ellenfél Eredmény | Helyezés |
| --------------- | ----------- | ----------------- | ---------------------------- | ----------------------------------- | ----------------- | --------------------- | ----------------- | ----------------- | -------- |
| Bailey Lewis    | Légsúly     | erőnyerő          | Nouridine Issaka (NIG) · 2–0 | Mohamed Khalil Jendoubi (TUN) · 0–2 | kiesett           | kiesett               | kiesett           | kiesett           | 9.       |
| Leon Sejranovic | Váltósúly   | erőnyerő          | Firas Katoussi (TUN) · 0–2   |                                     |                   | Edi Hrnic (DEN) · 0–2 | kiesett           | kiesett           | 7.       |

Női
| Versenyző    | Versenyszám | Nyolcaddöntő                    | Negyeddöntő       | Elődöntő          | Vigaszág elődöntő | Bronz- mérkőzés   | Döntő             | Helyezés |
| Versenyző    | Versenyszám | Ellenfél Eredmény               | Ellenfél Eredmény | Ellenfél Eredmény | Ellenfél Eredmény | Ellenfél Eredmény | Ellenfél Eredmény | Helyezés |
| ------------ | ----------- | ------------------------------- | ----------------- | ----------------- | ----------------- | ----------------- | ----------------- | -------- |
| Stacey Hymer | Pehelysúly  | Maria Clara Pacheco (BRA) · 0–2 | kiesett           | kiesett           | kiesett           | kiesett           | kiesett           | 11.      |

## Tenisz
Férfi
| Versenyző                     | Versenyszám | 64-es főtábla                       | 32-es főtábla                                                    | Nyolcaddöntő                                                             | Negyeddöntő                                                                   | Elődöntő                                                      | Bronz- mérkőzés   | Döntő                                                                                | Helyezés |
| Versenyző                     | Versenyszám | Ellenfél Eredmény                   | Ellenfél Eredmény                                                | Ellenfél Eredmény                                                        | Ellenfél Eredmény                                                             | Ellenfél Eredmény                                             | Ellenfél Eredmény | Ellenfél Eredmény                                                                    | Helyezés |
| ----------------------------- | ----------- | ----------------------------------- | ---------------------------------------------------------------- | ------------------------------------------------------------------------ | ----------------------------------------------------------------------------- | ------------------------------------------------------------- | ----------------- | ------------------------------------------------------------------------------------ | -------- |
| Matthew Ebden                 | Egyes       | Novak Đoković (SRB) · 0–6, 1–6      | kiesett                                                          | kiesett                                                                  | kiesett                                                                       | kiesett                                                       | kiesett           | kiesett                                                                              | 33.      |
| Rinky Hijikata                | Egyes       | Danyiil Medvegyev (AIN) · 2–6, 1–6  | kiesett                                                          | kiesett                                                                  | kiesett                                                                       | kiesett                                                       | kiesett           | kiesett                                                                              | 33.      |
| Alexei Popyrin                | Egyes       | Nicolás Jarry (CHI) · 6–3, 7–6(7–5) | Stanislas Wawrinka (SUI) · 6–4, 7–5                              | Alexander Zverev (GER) · 5–7, 3–6                                        | kiesett                                                                       | kiesett                                                       | kiesett           | kiesett                                                                              | 9.       |
| Matthew Ebden John Peers      | Páros       |                                     | Libanon (LBN) · Hady Habib · Benjamin Hassan · 7–6(7–5), 6–2     | Spanyolország (ESP) · Pablo Carreño Busta · Marcel Granollers · 6–2, 7–5 | Németország (GER) · Dominik Koepfer · Jan-Lennard Struff · 7–6(7–2), 7–6(7–4) | Egyesült Államok (USA) · Taylor Fritz · Tommy Paul · 7–5, 6–2 |                   | Egyesült Államok (USA) · Austin Krajicek · Rajeev Ram · 6–7(6–8), 7–6(7–1), [10]–[8] |          |
| Alex de Minaur Alexei Popyrin | Páros       |                                     | Egyesült Államok (USA) · Austin Krajicek · Rajeev Ram · 2–6, 3–6 | kiesett                                                                  | kiesett                                                                       | kiesett                                                       | kiesett           | kiesett                                                                              | 17.      |

Női
| Versenyző                       | Versenyszám | 64-es főtábla                | 32-es főtábla                                                                       | Nyolcaddöntő      | Negyeddöntő       | Elődöntő          | Bronz- mérkőzés   | Döntő             | Helyezés |
| Versenyző                       | Versenyszám | Ellenfél Eredmény            | Ellenfél Eredmény                                                                   | Ellenfél Eredmény | Ellenfél Eredmény | Ellenfél Eredmény | Ellenfél Eredmény | Ellenfél Eredmény | Helyezés |
| ------------------------------- | ----------- | ---------------------------- | ----------------------------------------------------------------------------------- | ----------------- | ----------------- | ----------------- | ----------------- | ----------------- | -------- |
| Olivia Gadecki                  | Egyes       | Arantxa Rus (NED) · 4–6, 1–6 | kiesett                                                                             | kiesett           | kiesett           | kiesett           | kiesett           | kiesett           | 33.      |
| Ajla Tomljanović                | Egyes       | Cori Gauff (USA) · 3–6, 0–6  | kiesett                                                                             | kiesett           | kiesett           | kiesett           | kiesett           | kiesett           | 33.      |
| Ellen Perez Daria Saville       | Páros       |                              | Egyesült Államok (USA) · Cori Gauff · Jessica Pegula · 3–6, 1–6                     | kiesett           | kiesett           | kiesett           | kiesett           | kiesett           | 17.      |
| Olivia Gadecki Ajla Tomljanović | Páros       |                              | Független résztvevők (AIN) · Mirra Andrejeva · Gyiana Snajgyer · 3–6, 6–2, [6]–[10] | kiesett           | kiesett           | kiesett           | kiesett           | kiesett           | 17.      |

Vegyes
| Versenyző                 | Versenyszám | Nyolcaddöntő                                                             | Negyeddöntő                                                                                               | Elődöntő          | Bronz- mérkőzés   | Döntő             | Helyezés |
| Versenyző                 | Versenyszám | Ellenfél Eredmény                                                        | Ellenfél Eredmény                                                                                         | Ellenfél Eredmény | Ellenfél Eredmény | Ellenfél Eredmény | Helyezés |
| ------------------------- | ----------- | ------------------------------------------------------------------------ | --- | ----------------- | ----------------- | ----------------- | -------- |
| Matthew Ebden Ellen Perez | Páros       | Spanyolország (ESP) · Marcel Granollers · Sara Sorribes Tormo · 6–3, 6–4 | Kína (CHN) · Csang Cse-csen (Zhang Zhizhen) · Vang Hszin-jü (Wang Xinyu) · 7–6(10–8), 6–7(8–10), [5]–[10] | kiesett           | kiesett           | kiesett           | 5.       |

## Tollaslabda
| Versenyző                | Versenyszám | Csoportkör | Csoportkör | Nyolcaddöntő      | Negyeddöntő       | Elődöntő          | Bronz- mérkőzés   | Döntő             | Helyezés |
| Versenyző                | Versenyszám | Ellenfél Eredmény | Hely.      | Ellenfél Eredmény | Ellenfél Eredmény | Ellenfél Eredmény | Ellenfél Eredmény | Ellenfél Eredmény | Helyezés |
| ------------------------ | ----------- | --- | ---------- | ----------------- | ----------------- | ----------------- | ----------------- | ----------------- | -------- |
| Tiffany Ho               | Női egyes   | K csoport · Beiwen Zhang (USA) · 9–21, 4–21 · Nguyễn Thùy Linh (VIE) · 6–21, 3–21 | 3.         | kiesett           | kiesett           | kiesett           | kiesett           | kiesett           | 27.      |
| Setyana Mapasa Angela Yu | Női páros   | C csoport · Japán (JPN) · Macujama Nami · Sida Csiharu · 18–21, 14–21 · Dél-Korea (KOR) · Kong Hijong (Kong Hee-yong) · Kim Szojong (Kim So-yeong) · 12–21, 17–21 · India (IND) · Tanisha Crasto · Ásvini Ponnappa · 21–15, 21–10 | 3.         |                   | kiesett           | kiesett           | kiesett           | kiesett           | 9.       |

## Vízilabda

### Férfi
| Ausztrál férfi vízilabdacsapat-játékoskeret                                                                           | Ausztrál férfi vízilabdacsapat-játékoskeret                                             |
| --- | --------------------------------------------------------------------------------------- |
| - Marcus Berehulak - Matthew Byrnes - Blake Edwards - Lachlan Edwards - John Hedges - Angus Lambie - Milos Maksimovic | - Jacob Mercep - Charlie Negus - Luke Pavillard - Chaz Poot - Nic Porter - Nathan Power |

#### Eredmények
Csoportkör
B csoport
| Hely. | Csapat            | M | Gy | BGy | BV | V | G+ | G– | Gk  | P  | Továbbjutás |
| ----- | ----------------- | - | -- | --- | -- | - | -- | -- | --- | -- | ----------- |
| 1.    | Spanyolország     | 5 | 5  | 0   | 0  | 0 | 67 | 39 | +28 | 15 | Negyeddöntő |
| 2.    | Ausztrália        | 5 | 3  | 0   | 0  | 2 | 44 | 42 | +2  | 9  | Negyeddöntő |
| 3.    | Magyarország      | 5 | 3  | 0   | 0  | 2 | 62 | 54 | +8  | 9  | Negyeddöntő |
| 4.    | Szerbia           | 5 | 2  | 0   | 0  | 3 | 58 | 63 | −5  | 6  | Negyeddöntő |
| 5.    | Franciaország (R) | 5 | 1  | 0   | 0  | 4 | 50 | 60 | −10 | 3  |             |
| 6.    | Japán             | 5 | 1  | 0   | 0  | 4 | 60 | 83 | −23 | 3  |             |

1. 1 2  Ausztrália 9–8 Magyarország

| 2024. július 28. 10:30 | Ausztrália (AUS)     | 5–9         | Spanyolország (ESP) | Paris Aquatics Centre Játékvezetők: Georgios Stavridis (GRE), Darren Spiritosanto (USA) |
| 2024. július 28. 10:30 | (1–2, 2–3, 1–3, 1–1) |             |                     | Paris Aquatics Centre Játékvezetők: Georgios Stavridis (GRE), Darren Spiritosanto (USA) |
| 2024. július 28. 10:30 | Lambie, Maksimovic 2 | Jegyzőkönyv | Munárriz 3          | Paris Aquatics Centre Játékvezetők: Georgios Stavridis (GRE), Darren Spiritosanto (USA) |

| 2024. július 30. 10:30 | Ausztrália (AUS)     | 8–3         | Szerbia (SRB) | Paris Aquatics Centre Játékvezetők: Andrej Franulović (CRO), Zhang Liang (CHN) |
| 2024. július 30. 10:30 | (1–0, 5–1, 1–0, 1–2) |             |               | Paris Aquatics Centre Játékvezetők: Andrej Franulović (CRO), Zhang Liang (CHN) |
| 2024. július 30. 10:30 | Pavillard 4          | Jegyzőkönyv | Mandić 2      | Paris Aquatics Centre Játékvezetők: Andrej Franulović (CRO), Zhang Liang (CHN) |

| 2024. augusztus 1. 15:00 | Franciaország (FRA)  | 8–9         | Ausztrália (AUS) | Paris Aquatics Centre Játékvezetők: Andrej Franulović (CRO), Veselin Mišković (MNE) |
| 2024. augusztus 1. 15:00 | (0–1, 3–3, 2–3, 3–2) |             |                  | Paris Aquatics Centre Játékvezetők: Andrej Franulović (CRO), Veselin Mišković (MNE) |
| 2024. augusztus 1. 15:00 | Crousillat, Bjoch 3  | Jegyzőkönyv | Maksimovic 3     | Paris Aquatics Centre Játékvezetők: Andrej Franulović (CRO), Veselin Mišković (MNE) |

| 2024. augusztus 3. 15:00 | Ausztrália (AUS)         | 9–8         | Magyarország (HUN) | Paris Aquatics Centre Játékvezetők: Georgios Stavridis (GRE), Veselin Mišković (MNE) |
| 2024. augusztus 3. 15:00 | (2–2, 2–3, 2–2, 3–1)     |             |                    | Paris Aquatics Centre Játékvezetők: Georgios Stavridis (GRE), Veselin Mišković (MNE) |
| 2024. augusztus 3. 15:00 | B. Edwards, Maksimovic 2 | Jegyzőkönyv | Manhercz 4         | Paris Aquatics Centre Játékvezetők: Georgios Stavridis (GRE), Veselin Mišković (MNE) |

| 2024. augusztus 5. 13:35 | Ausztrália (AUS)     | 13–14       | Japán (JPN) | Paris Aquatics Centre Játékvezetők: Rafaele Colombo (ITA), Darren Spiritosanto (USA) |
| 2024. augusztus 5. 13:35 | (5–2, 2–4, 2–4, 4–4) |             |             | Paris Aquatics Centre Játékvezetők: Rafaele Colombo (ITA), Darren Spiritosanto (USA) |
| 2024. augusztus 5. 13:35 | Maksimovic 3         | Jegyzőkönyv | Inaba 6     | Paris Aquatics Centre Játékvezetők: Rafaele Colombo (ITA), Darren Spiritosanto (USA) |

Negyeddöntő
| 2024. augusztus 7. 19:00 | Egyesült Államok (USA)         | 11–10       | Ausztrália (AUS) | Paris La Défense Arena, Nanterre Játékvezetők: Rafaele Colombo (ITA), Sébastien Dervieux (FRA) |
| 2024. augusztus 7. 19:00 | (1–3, 2–2, 2–0, 2–2, bü.: 4–3) |             |                  | Paris La Défense Arena, Nanterre Játékvezetők: Rafaele Colombo (ITA), Sébastien Dervieux (FRA) |
| 2024. augusztus 7. 19:00 | Bowen, Daube 2                 | Jegyzőkönyv | Pavillard 4      | Paris La Défense Arena, Nanterre Játékvezetők: Rafaele Colombo (ITA), Sébastien Dervieux (FRA) |

Az 5–8. helyért
| 2024. augusztus 9. 18:00 | Görögország (GRE)    | 15–9        | Ausztrália (AUS) | Paris La Défense Arena, Nanterre Játékvezetők: Kovács Tamás (HUN), Andrej Franulović (CRO) |
| 2024. augusztus 9. 18:00 | (3–1, 2–2, 5–3, 5–3) |             |                  | Paris La Défense Arena, Nanterre Játékvezetők: Kovács Tamás (HUN), Andrej Franulović (CRO) |
| 2024. augusztus 9. 18:00 | Kakaris 4            | Jegyzőkönyv | három játékos 2  | Paris La Défense Arena, Nanterre Játékvezetők: Kovács Tamás (HUN), Andrej Franulović (CRO) |

A 7. helyért
| 2024. augusztus 10. 19:35 | Ausztrália (AUS)     | 6–10        | Olaszország (ITA) | Paris La Défense Arena, Nanterre Játékvezetők: David Gómez (ESP), Chisato Kurosaki (JPN) |
| 2024. augusztus 10. 19:35 | (1–2, 1–3, 2–4, 2–1) |             |                   | Paris La Défense Arena, Nanterre Játékvezetők: David Gómez (ESP), Chisato Kurosaki (JPN) |
| 2024. augusztus 10. 19:35 | Maksimovic 2         | Jegyzőkönyv | Iocchi Gratta 3   | Paris La Défense Arena, Nanterre Játékvezetők: David Gómez (ESP), Chisato Kurosaki (JPN) |

| Csapat           | Helyezés |
| ---------------- | -------- |
| Ausztrália (AUS) | 8.       |

### Női
| Ausztrál női vízilabdacsapat-játékoskeret                                                                      | Ausztrál női vízilabdacsapat-játékoskeret                                                                  |
| --- | --- |
| - Abby Andrews - Charlize Andrews - Zoe Arancini - Elle Armit - Keesja Gofers - Sienna Green - Bronte Halligan | - Sienna Hearn - Danijela Jackovich - Matilda Kearns - Genevieve Longman - Gabriella Palm - Alice Williams |

#### Eredmények
Csoportkör
A csoport
| Hely. | Csapat       | M | Gy | BGy | BV | V | G+ | G– | Gk  | P  | Továbbjutás |
| ----- | ------------ | - | -- | --- | -- | - | -- | -- | --- | -- | ----------- |
| 1.    | Ausztrália   | 4 | 2  | 2   | 0  | 0 | 33 | 28 | +5  | 10 | Negyeddöntő |
| 2.    | Hollandia    | 4 | 3  | 0   | 1  | 0 | 52 | 37 | +15 | 10 | Negyeddöntő |
| 3.    | Magyarország | 4 | 2  | 0   | 1  | 1 | 46 | 37 | +9  | 7  | Negyeddöntő |
| 4.    | Kanada       | 4 | 1  | 0   | 0  | 3 | 37 | 49 | −12 | 3  | Negyeddöntő |
| 5.    | Kína         | 4 | 0  | 0   | 0  | 4 | 34 | 51 | −17 | 0  |             |

1. 1 2  Hollandia 14–15 Ausztrália

| 2024. július 27. 20:05 | Ausztrália (AUS)     | 7–5         | Kína (CHN) | Paris Aquatics Centre Játékvezetők: Jennifer McCall (USA), Aurélie Blanchard (FRA) |
| 2024. július 27. 20:05 | (3–2, 2–1, 0–0, 2–2) |             |            | Paris Aquatics Centre Játékvezetők: Jennifer McCall (USA), Aurélie Blanchard (FRA) |
| 2024. július 27. 20:05 | A. Andrews 3         | Jegyzőkönyv | Wang H. 2  | Paris Aquatics Centre Játékvezetők: Jennifer McCall (USA), Aurélie Blanchard (FRA) |

| 2024. július 31. 14:00 | Hollandia (NED)                | 14–15       | Ausztrália (AUS)  | Paris Aquatics Centre Játékvezetők: Jennifer McCall (USA), Natalia Markopoulou (GRE) |
| 2024. július 31. 14:00 | (3–1, 1–2, 1–3, 2–1, bü.: 7–8) |             |                   | Paris Aquatics Centre Játékvezetők: Jennifer McCall (USA), Natalia Markopoulou (GRE) |
| 2024. július 31. 14:00 | Van de Kraats, Van der Sloot 2 | Jegyzőkönyv | Green, Williams 2 | Paris Aquatics Centre Játékvezetők: Jennifer McCall (USA), Natalia Markopoulou (GRE) |

| 2024. augusztus 2. 14:00 | Ausztrália (AUS)     | 10–7        | Kanada (CAN) | Paris Aquatics Centre Játékvezetők: Alessia Ferrari (ITA), Georgios Stavridis (GRE) |
| 2024. augusztus 2. 14:00 | (1–1, 3–1, 5–2, 1–3) |             |              | Paris Aquatics Centre Játékvezetők: Alessia Ferrari (ITA), Georgios Stavridis (GRE) |
| 2024. augusztus 2. 14:00 | Halligan, Williams 3 | Jegyzőkönyv | Wright 3     | Paris Aquatics Centre Játékvezetők: Alessia Ferrari (ITA), Georgios Stavridis (GRE) |

| 2024. augusztus 4. 14:00 | Magyarország (HUN)             | 12–14       | Ausztrália (AUS) | Paris Aquatics Centre Játékvezetők: Marta Cabañas (ESP), Adrian Alexandrescu (ROU) |
| 2024. augusztus 4. 14:00 | (1–1, 2–2, 2–3, 4–3, bü.: 3–5) |             |                  | Paris Aquatics Centre Játékvezetők: Marta Cabañas (ESP), Adrian Alexandrescu (ROU) |
| 2024. augusztus 4. 14:00 | Keszthelyi, Szilágyi 2         | Jegyzőkönyv | Williams 4       | Paris Aquatics Centre Játékvezetők: Marta Cabañas (ESP), Adrian Alexandrescu (ROU) |

Negyeddöntő
| 2024. augusztus 6. 19:00 | Ausztrália (AUS)     | 9–6         | Görögország (GRE) | Paris La Défense Arena, Nanterre Játékvezetők: Alessia Ferrari (ITA), Sébastien Dervieux (FRA) |
| 2024. augusztus 6. 19:00 | (1–0, 3–3, 2–1, 3–2) |             |                   | Paris La Défense Arena, Nanterre Játékvezetők: Alessia Ferrari (ITA), Sébastien Dervieux (FRA) |
| 2024. augusztus 6. 19:00 | Williams 5           | Jegyzőkönyv | Xenaki 2          | Paris La Défense Arena, Nanterre Játékvezetők: Alessia Ferrari (ITA), Sébastien Dervieux (FRA) |

Elődöntő
| 2024. augusztus 8. 19:35 | Ausztrália (AUS)               | 14–13       | Egyesült Államok (USA) | Paris La Défense Arena, Nanterre Játékvezetők: Georgios Stavridis (GRE), Kovács Tamás (HUN) |
| 2024. augusztus 8. 19:35 | (1–2, 1–3, 4–2, 2–1, bü.: 6–5) |             |                        | Paris La Défense Arena, Nanterre Játékvezetők: Georgios Stavridis (GRE), Kovács Tamás (HUN) |
| 2024. augusztus 8. 19:35 | A.Andrews 4                    | Jegyzőkönyv | Flynn, Musselman 2     | Paris La Défense Arena, Nanterre Játékvezetők: Georgios Stavridis (GRE), Kovács Tamás (HUN) |

Döntő
| 2024. augusztus 10. 15:35 | Ausztrália (AUS)     | 9–11        | Spanyolország (ESP) | Paris La Défense Arena, Nanterre Játékvezetők: Debreceni Nóra (HUN), Andrej Franulović (CRO) |
| 2024. augusztus 10. 15:35 | (2–2, 0–1, 3–4, 4–4) |             |                     | Paris La Défense Arena, Nanterre Játékvezetők: Debreceni Nóra (HUN), Andrej Franulović (CRO) |
| 2024. augusztus 10. 15:35 | Williams 5           | Jegyzőkönyv | Ortiz 4             | Paris La Défense Arena, Nanterre Játékvezetők: Debreceni Nóra (HUN), Andrej Franulović (CRO) |

| Csapat           | Helyezés |
| ---------------- | -------- |
| Ausztrália (AUS) |          |